# Castlebar (stacja kolejowa)
Castlebar (ang: Castlebar railway station) – stacja kolejowa w Castlebar, w hrabstwie Mayo, w Irlandii. Stacja została otwarta 17 grudnia 1862. Jest obsługiwana przez pociągi Iarnród Éireann.